# 안경수 (기업인)
안경수(安京洙, 1952년 8월 26일~)는 대한민국의 기업인이다.

## 약력
- 1984년 ~ 1988년: 대우전자 이사장
- 1988년 ~ 1989년: 다우기술 공동대표이사
- 1991년 ~ 1993년: 삼성전자 회장 비서실 및 경영관리팀장
- 1993년 ~ 1995년: 삼호물산 대표이사 사장
- 1995년: 효성그룹 종합조정실장 및 부사장
- 1995년 ~ 2003년: 한국후지쯔 사장
- 2003년 ~ 2007년: 한국후지쯔 회장, 후지쯔 경영집행역
- 2007년 ~ 2009년: 소니코리아 회장, 소니 B2B 솔루션 사업본부장/글로벌 비즈니스 그룹장[1]
- 2010년 ~ 2016년 노루페인트 회장
- 2013년 ~ 현재: 한국공학한림원 정회원[2]
- 2018년 ~ 현재 : 네오랩컨버전스 회장

## 학력
- 미국 스탠퍼드 대학교 대학원 재료공학과 공학박사

## 상훈
- 1985년: 무역의 날 대통령상(수출유공자)
- 1999년: 신산업경영대상 관리대상(영업부문)
- 2003년: 석탑산업훈장